# Silver Lining (EP)
Silver Lining es el primer EP de la banda estadounidense de rock Player, editado en octubre de 1978. Este disco está conformado por cuatro canciones que habían sido lanzadas previamente para el álbum anterior Danger Zone. Dichas canciones fueron consideradas las más destacadas del segundo trabajo de la banda y dos de ellas entraron en el Billboard Hot 100; «Silver Lining» y «Prisoner Of Your Love».

## Lista de canciones
- Todas las canciones fueron compuestas por Peter Beckett y J.C. Crowley.

1. Silver Lining – 5:00
2. Love In The Danger Zone – 4:52
3. Prisoner Of Your Love – 6:25
4. I've Been Thinkin' – 4:11

## Personal
Miembros
- Peter Beckett: voz, guitarra
- J.C. Crowley: teclados, coro
- Ronn Moss: bajo, coros
- John Friesen:  batería, percusión

Músicos adicionales
- Wayne Cook: teclados y sintetizador, colaboró con la banda desde 1977